# アラジン (2011年のミュージカル)
『アラジン』（原題・英語: Aladdin）は、1992年のアニメ映画『アラジン』を基にしたアラン・メンケン作曲、ハワード・アッシュマン、ティム・ライス、チャド・ベグリン作詞によるミュージカル。ベグリンは脚本も担当した。映画用にアッシュマンが作曲したが未使用であった3曲が使用され、メンケンとベグリンが新たに作曲した4曲も使用されている。
『アラジンと魔法のランプ』のあらすじに沿い、若く貧しい男性が魔法のランプから出てきたジーニーに願い事を3つ叶えてもらえることとなり、うち2つはプリンセスを振り向かせること、サルタンの敵の大宰相を阻止することに使用する。アラビアの架空の都市アグラバーを舞台に、登場人物やセットは中東に設定している。
2011年、シアトルにあるフィフス・アベニュー・シアターで初演された。2012年、地方公演、海外公演が行なわれ、2013年、トロントにてブロードウェイ前の試験興行が行なわれた。2014年3月20日、ニュー・アムステルダム・シアターでブロードウェイ公演が開幕し、好評を受けトニー賞5部門にノミネートされた。

## プロダクション

### 初期
2010年11月、アラン・メンケンは、チャド・ベグリン脚本により映画『アラジン』のミュージカル化が進行中であることを発表した。2011年7月7日から31日、ワシントン州シアトルにある5thアベニュー・シアターで初演した。映画でジャファー役を担当したジョナサン・フリーマンがミュージカルでも同役に配役された。役柄は中東だが、アダム・ジェイコブズがアラジン役、コートニー・リードがジャスミン役に配役された。ほかにジーニー役にジェイムズ・モンロー・アイグルハート、サルタン役にクリフトン・デイヴィス、イアーゴ役にドン・ダリル・リベラが配役された。映画用に考案されたが結局登場しなかったオマール、カシーム、バブカックにはアンドリュー・キーナン・ボルガー、ブライアン・ゴンザレス、ブランドン・オニールが配役された。ディズニーによるキャスティングに人種は考慮されず、中東系の俳優たちからアメリカン・アラブ反差別委員会に多数の批判が寄せられ議論となった。少数民族人権委員会の委員長は、少数民族の俳優が過小評価されていることに注目される機会を逃がしたと言及した。
ケイシー・ニコロウが演出および振付を担当した。
2012年、ユタ州アイビンスにあるトゥアカン・アンフィシアターで、6月から10月、ミズーリ州セントルイスにあるザ・ムニーで上演された。2012年、フィリピン共和国のマニラにあるメラルコ・シアターにて、ボビー・ガルシアとChari Arespacochaga 演出でTom Rodriguez がアラジン役、Aiza Seguerra がジーニー役を演じた。2013年、コロンビアのボゴタでスペイン語による公演が上演された。

### ブロードウェイ・ブロダクション
2013年11月から2014年1月、オンタリオ州トロントにあるエド・マーヴィッシュ・シアターにてプレ・ブロードウェイ試験興行が行なわれた。再度ニコロウが演出および振付を、ベグリンが脚本および新曲を担当し、ボブ・クロウリーが装置デザイン、グレッグ・バーンズが衣裳デザインを担当した。
2014年、ニュー・アムステルダム・シアターで『メアリー・ポピンズ』に次いでブロードウェイ公演が行なわれ、2月26日、プレビュー公演、3月20日、本公演が開幕した。トニー賞において5部門にノミネートされ、ジェイムズ・モンロー・アイグルハートがミュージカル助演男優賞を受賞した。グラミー賞において、キャスト・アルバムがミュージカル・シアター・アルバム賞にノミネートされた。

### 地方および海外公演
2015年、劇団四季により大同生命ミュージカルシアター電通四季劇場［海］にて日本公演が開幕した。キャスト・アルバムもリリースされた。
2015年、ドイツのハンブルクでステージ・エンタテイメントとの提携で上演が予定された
。
2016年、ロンドンにあるプリンス・エドワード・シアターにて『ミス・サイゴン』に次いでウエスト・エンド公演が行なわれた。2015年7月、ディズニー・シアトリカル・プロダクションとティム・ライスは、2016年夏にウエスト・エンドでの上演を行なう予定であり、2015年8月から9月にオーディションを行なうことを公式に発表した。2015年10月、2016年5月27日にプレビュー公演、6月9日に本公演が開幕すること、トレヴァー・ディオン・ニコラスがジーニー役を務めることが発表された。その後、2016年6月15日まで本公演開幕は延期となった
。2015年11月、全てのキャストが発表された。ディーン・ジョン・ウィルソンがアラジン役、ジェイド・イーウェンがジャスミン役、ドン・ギャラガーがジャファー役、ピーター・ハウがイアーゴ役、アーヴィン・イクバルがサルタン役、ネイサン・アムジーがバブカック役、スティーブン・ラーマン・ヒューズがカシーム役、ラチード・サビトリがオマール役に配役された。当初の発表通り、トレヴァー・ディオン・ニコラスがジーニー役でロンドン・デビューすることとなった。デビッド・カッパーフィールドのマジック・コンサルタントを務めたジム・スタインマイヤーが特殊効果を担当した。
2016年8月11日から2017年2月19日、シドニーにあるキャピトル・シアターにてオーストラリア公演が行なわれ、2017年4月、メルボルンに移行し、その後ブリスベン、パースに移行することとなった。オーストラリア人俳優のエインズリー・メルハムがアラジン役、アメリカ人女優のアリエル・ジェイコブズがジャスミン役、アメリカ人俳優のマイケル。ジェイムズ・スコットがジーニー役のオーストラリア・オリジナル・キャストとなった。シドニー・プロダクション、メルボルン・プロダクション共にストロボ照明、閃光を除去し、不快な音を減らし、客席灯をほのかに灯したままにし、自閉症の観客に対応している。
2017年4月11日から7月2日、シカゴにあるパレス・シアターでの公演で北米ツアーを開始した。

### 日本での上演
日本では劇団四季が2015年に電通四季劇場[海]で初演、現在もロングラン公演が行われている。

## あらすじ

### 第1幕
中東のアグラバー。商人がアグラバーはとても多様性のある街だと語り、貴族、はみ出し者、悪役などが登場する(‘’Arabian Nights’’ )。
アラジンは仲間のカシーム、オマール、バブカックと共に露店で飲食物を盗んで暮らしている("One Jump Ahead")。ストリートチルドレンとして邪魔者扱いされるが、アラジンは自分がほかとは一味違うことを世間に知らしめる夢を語る("One Jump Ahead" (Reprise))。アラジンは盗みの罪の意識を語り、母親の死後、二度と盗みをしないと誓う("Proud of Your Boy")。
その頃、宮殿ではジャスミン王女が父王サルタンから、求婚者をまた断ったことで叱られている。サルタンは3日後に迫るジャスミンの誕生日までに誰か高貴な王子との結婚を決めるよう要求する。ジャスミンは召使いたちに自分の境遇を嘆く("These Palace Walls")。王座を狙う大宰相ジャファーにとってジャスミンにはほかの男性とは結婚してほしくない。ジャファーと参謀のイアーゴは、知られざる力を持つと言われる砂漠の「魔法の洞窟」の入口を探し、「ダイヤの原石」のみが洞窟に入ることができる、という声が聞こえる。ジャファーが「ダイヤの原石」の正体を尋ねると、アラジンであることが明かされる。ジャファーとイアーゴはアラジンを探しに出掛ける。
アラジンが街の人々を楽しませていると("Babkak, Omar, Aladdin, Kassim")、生きる意味を探しに宮殿を抜け出し庶民に変装したジャスミンと出会う。アラジンはその正体を知らずにすぐに恋に落ちる。追手と一悶着し、アラジンはジャスミンを隠れ家に連れて行き、自身の不遇を語り合う("A Million Miles Away")。ジャスミンは追手に見つかり宮殿に連れ戻される。アラジンは殺されかかるが、ジャファーとイアーゴに止められ魔法の洞窟に連れていかれる("Diamond in the Rough")。アラジンは命を助けてもらったお礼に、ジャファーの望み通り洞窟に入っていく。
アラジンはジャファーから、魔法のランプを必要以上に触らず持ってくるように言われる。洞窟には宝物がいっぱいで、驚いたアラジンはランプ以外に金貨をいくつか持って帰ろうとする。怒った洞窟は自ら閉鎖しアラジンを閉じ込める。闇の中、アラジンがランプをこすると魔人ジーニーが登場しご主人様の3つ願い事を叶えると言われ驚く。アラジンはこれを信じず、ジーニーに魔力を見せるよう促す("Friend Like Me")。ジーニーは力には限界があり、殺人、恋愛、蘇生、願い事の追加はできないと語る。アラジンは喜び、「wish」という言葉を使用せず巧みにジーニーを騙して洞窟の外に出してもらう。ジーニーは「I wish」という言葉を使用しなければもう魔力は使用しないと諭す。ジーニーはランプに閉じ込められてからずっと自由になりたかったと語る。アラジンは最後の願い事が叶えられたらジーニーを自由にすると約束する。アラジンはジャスミンに正式に求婚できるよう、王子になるという1つめの願い事をする(Act One Finale: "Friend Like Me"/"Proud of Your Boy" (Reprises))。

### 第2幕
ジーニー、バブカック、オマール、カシームに率いられ、アグラバーの通りで「アバブワのアリ王子」の到着を広める大規模なパレードが行なわれる("Prince Ali")。宮殿にてアリ王子に扮したアラジンがサルタンにジャスミンへの求婚の熱意を伝える。ジャスミンはこれを聞きつけ、またただの王子が求婚に来たのだと思い込む。アリ王子の正体を疑うジャファーは、アグラバーの法律では2人きりで王子が求婚することを許されていないことを隠してジャスミンの寝室の場所を教える。アラジンはジャスミンに、ジーニーから与えられた魔法の絨毯に乗ることを誘う("A Whole New World")。宮殿に戻ると、ジャスミンはアリ王子が市場で会ったアラジンだと気付く。アラジンは本当は王子であり、あの時会ったジャスミンのように時々庶民の恰好をして宮殿生活のプレッシャーから逃れるのが好きなのだと語る。ジャスミンはアラジンがほかの自己中心的な王子たちとは違うと感じ、おやすみのキスをする。ジャスミンが去った後、ジャファーはアラジンがジャスミンと寝室で2人きりであったとしてアラジンを逮捕する。これを聞いたバブカック、オマール、カシームはアラジンを助けるため宮殿へ急行する("High Adventure")。しかし捕まり地下牢に閉じ込められ、アラジンは2つめの願い事としてジーニーに解放してもらう("Somebody's Got Your Back")。
サルタンはアラジンにジャスミンとの結婚を祝福し、いつか王位を継いでもらうと語る。この大きな責務に、アラジンはジーニーを自由にする約束を反故し、いつか使う時のために保留したいと語る。取り乱したジーニーはランプに閉じこもり、アラジンは対話を拒否され嘆く("Proud of Your Boy" (Reprise II))。ジャファーとイアーゴは、アラジンが不注意に置き去ったランプを盗もうとする。
サルタンはジャスミンとアリ王子との結婚を発表する("Prince Ali" (Sultan Reprise))。ジャファーがやってきて、アリ王子はアラジンという名のストリート・チルドレンだと明かす
("Prince Ali" (Jafar Reprise))。ジーニーが、鎖につながれたジャスミンと共にやってきて、今のご主人様はジャファーであり、1つめの願い事はジャスミンを投獄することだったと語る。ジャファーは2つめの願い事として王位に就かせることを望み、ジーニーは渋々叶える。3つしか願い事が叶えられないことを知っているアラジンは、ジャファーを騙してジーニーに変身させる。ジーニーはジャファーの3つめの願い事を叶え、ジャファーはランプに閉じ込められる。
アラジンは3つめにして最後の願い事としてジーニーを自由にする。ジャスミンに王子ではないけれど愛していると告げる。アラジンの性格を気に入り、サルタンは今後王女は本人が望む相手と結婚できると法改正する。バブカック、オマール、カシームは顧問として王室に迎えられ、イアーゴは逮捕される。アラジンとジャスミンは結婚し、ジーニーは待ち望んでいたバケーションの準備をする。アラジンとジャスミンは魔法の絨毯に乗り飛び立つ(Finale Ultimo: "Arabian Nights"/"A Whole New World" (Reprises)).。

## 映画版との違い
- オープニングで、ジーニーはナレーターとして商人の恰好をしている[34]
- 猿のアブー、虎のラジャー、ジャファーに雇われた泥棒・ガジームは未登場。
- 虎のラジャーは3人の召使いに置き換えられ、ジャスミンに仕え様々なアドバイスをする
- イアーゴはオウムではなく人間の男性に置き換えられ、ジャファーの失脚の際に共に逮捕される
- ジャスミンはアラジンの名を王子に変装する前に知る
- アラジンの仲間は猿のアブーに代わってカシーム、バブカック、オマールという3人の男性に置き換えられる
- 母を懐かしむシーンがある
- ジーニーが時事ネタを披露することがある
- アラジンの2つめの願い事は仲間と共に脱獄することに使用される
- ジャファーの1つめの願い事はジャスミンを閉じ込めること、2つめの願い事は王位に就くことに使用される
- アラジンが冬山に追放されるシーンはカットされた
- アラジンと大蛇に変身したジャファーの闘いのシーンはカットされた

## キャスティング
『アラジン』は中東文化の描写を売り物としている。映画版はディズニーで初の非白人主人公であった。『レ・ミゼラブル』でアンジョルラス役を演じたカイル・スキャトリフは「キャスティングが変わるといつでも作品が変わる」と語った。

## 主な配役

### オリジナル・プロダクション・キャスト
| 配役       | ブロードウェイ                       | 全米ツアー           | ウエスト・エンド                 | オーストラリア                   |
| ---------- | ------------------------------------ | -------------------- | -------------------------------- | -------------------------------- |
| アラジン   | アダム・ジェイコブズ                 | アダム・ジェイコブズ | ディーン・ジョン・ウィルソン     | エインズリー・メルハム           |
| ジャスミン | コートニー・リード                   | イザベル・マッカーラ | ジェイド・イーウェン             | アリエル・ジェイコブズ           |
| ジーニー   | ジェイムズ・モンロー・アイグルハート | アンソニー・マーフィ | トレヴァー・ドン・ニコラス       | マイケル・ジェイムズ・スコット   |
| ジャファー | ジョナサン・フリーマン               | ジョナサン・ウィア   | ドン・ギャラガー                 | アダム・マーフィ                 |
| バブカック | ブライアン・ゴンザレス               | ザカリー・ベンカル   | ネイサン・アムジ                 | トロイ・サスマン                 |
| カシーム   | ブランドン・オニール                 | マイク・ロンゴ       | スティーブン・ラーマン・ヒューズ | アダム・ジョン・フィオレンティノ |
| オマール   | ジョナサン・シュワルツ               | フィリップ・アロイヨ | ラチード・サビトリ               | ロバート・トリポリノ             |
| サルタン   | クリフトン・デイヴィス               | JCモンゴメリー       | アーヴィン・イクバル             | ジョージ・ヘネア                 |
| イアーゴ   | ドン・ダリル・リヴェラ               | レジー・デ・リオン   | ピーター・ハウ                   | アルジン・アベラ                 |

### 著名な代役
ブロードウェイ
- アラジン: テリー・リアング
- ジャスミン: アリエル・ジェイコブズ
- イアーゴ: アラン・ムラオカ

全米ツアー
- ジーニー: マイケル・ジェイムズ・スコット

## 使用楽曲
1991年のハワード・アッシュマン没後、1992年の映画版でカットされた3曲がミュージカル版で復活され、4曲の新曲が追加された。全ての曲はアラン・メンケンが作曲した。作詞家を曲名の後に記す。
| 第1幕 - "Overture"/オーヴァーチュア - "Arabian Nights"/アラビアン ナイト(アッシュマン/ライス***)– ジーニー&カンパニー - "One Jump Ahead"/逃げ足なら負けない (ライス) – アラジン&アンサンブル - "One Jump Ahead (Reprise)" /逃げ足なら負けない（リプライズ）(ライス) – アラジン - "Proud of Your Boy" /自慢の息子(アッシュマン*) – アラジン - "These Palace Walls"/壁の向こうへ (ベグリン**) – ジャスミン&女性たち - "Babkak, Omar, Aladdin, Kassim"/バブカック オマール アラジン カシーム (アッシュマン*) – バブカック, オマール, アラジン, カシーム, ジャスミン&アンサンブル - "A Million Miles Away" /行こうよ どこまでも(ベグリン**) – アラジン&ジャスミン - "Diamond in the Rough"/ダイヤの原石 (ベグリン**) – ジャファー, イアーゴ, &アラジン - "Friend Like Me" /理想の相棒 フレンド ライク ミー(アッシュマン) – ジーニー, アラジン&アンサンブル - Act One Finale (Friend Like Me (Reprise) /１幕フィナーレ(アッシュマン)/Proud of Your Boy (Reprise I)) (ベグリン)** – ジーニー&アラジン | 第2幕 - "Prince Ali"/プリンス アリー (アッシュマン) – ジーニー, バブカック, オマール, カシーム, &アンサンブル - "A Whole New World"/新しい世界 ア ホール ニュー ワールド (ライス) – アラジン&ジャスミン - "High Adventure" /危険な冒険(アッシュマン*) – バブカック, オマール, カシーム, &アンサンブル - "Somebody's Got Your Back" /一人じゃないさ(ベグリン**) – アラジン, ジーニー, バブカック, オマール, &カシーム - "Proud of Your Boy (Reprise II)" /自慢の息子（リプライズ）(アッシュマン) – アラジン - "Prince Ali (Sultan Reprise)" /プリンス アリー(王のリプライズ）(ベグリン**) – サルタン&カンパニー - "Prince Ali (Jafar Reprise)"/プリンス アリー（ジャファーのリプライズ） (ライス) – ジャファー - Finale Ultimo ("Arabian Nights (Reprise)" /２幕フィナーレ(アッシュマン/ベグリン*) / "A Whole New World (Reprise)" (ライス)) – カンパニー - Bows ("Friend Like Me (Reprise II)") (アッシュマン) – カンパニー |

(*) 映画版ではカットされたがミュージカル版で使用された曲

(**) ミュージカル版での書き下ろし曲

(***) 映画版公開後、変更された詞を使用した曲
カットされた曲
- "Arabian Nights (Reprise 1)", "Arabian Nights (Reprise 2)", "Arabian Nights (Reprise 3)" (アッシュマン**/ベグリン***) - バブカック, オマール, カシーム
- "Call Me a Princess" (アッシュマン**) - ジャスミン and Attendants
- "Call Me a Princess (Reprise)" (ベグリン***) - ジャスミン
- "Why Me" (ライス/ベグリン*) - ジャファーandイアーゴ

(*) 映画版からカットされ、ミュージカル版で使用されたがシアトル・プロダクションで再度カットされた曲

(**) 映画版からカットされ、ミュージカル版で使用されたがトロント・プロダクションで再度カットされた曲

(***) シアトル・プロダクションのため作曲されたがトロント・プロダクションでカットされた曲

## キャスト・アルバム
| 全作曲: アラン・メンケン。 |                                                           |                                                          |                  | |      |
| #                          | タイトル                                                  | 作詞                                                     | 作曲・編曲       | Performer(s) | 時間 |
| 1.                         | 「Overture」                                              | ハワード・アッシュマン                                   | アラン・メンケン | | 1:16 |
| 2.                         | 「Arabian Nights」                                        | ハワード・アッシュマン& ティム・ライス                   | アラン・メンケン | ジェイムズ・モンロー・アイグルハート, アンサンブル                                                                               | 6:16 |
| 3.                         | 「One Jump Ahead」                                        | ティム・ライス                                           | アラン・メンケン | アダム・ジェイコブズ, アンサンブル                                                                                               | 2:09 |
| 4.                         | 「One Jump Ahead (Reprise)」                              | ティム・ライス                                           | アラン・メンケン | アダム・ジェイコブズ | 0:36 |
| 5.                         | 「Proud of Your Boy」                                     | ハワード・アッシュマン                                   | アラン・メンケン | アダム・ジェイコブズ | 2:20 |
| 6.                         | 「These Palace Walls」                                    | チャド・ベグリン                                         | アラン・メンケン | コートニー・リード, Tia Altinay, Khori Michelle Petinaud, Marisha Wallace                                                        | 2:40 |
| 7.                         | 「Babkak, Omar, Aladdin, Kassim」                         | ハワード・アッシュマン                                   | アラン・メンケン | アダム・ジェイコブズ, ブライアン・ゴンザレス, ジョナサン・シュワルツ, ブランドン・オニール, アンサンブル                         | 3:48 |
| 8.                         | 「A Million Miles Away」                                  | チャド・ベグリン                                         | アラン・メンケン | アダム・ジェイコブズ, コートニー・リード                                                                                         | 3:21 |
| 9.                         | 「Diamond in the Rough」                                  | チャド・ベグリン                                         | アラン・メンケン | アダム・ジェイコブズ, ジョナサン・フリーマン, ドン・ダリル・リヴェラ                                                             | 4:18 |
| 10.                        | 「Friend Like Me」                                        | ハワード・アッシュマン                                   | アラン・メンケン | ジェイムズ・モンロー・アイグルハート, アダム・ジェイコブズ, アンサンブル                                                         | 7:32 |
| 11.                        | 「Act One Finale」                                        | ハワード・アッシュマン&チャド・ベグリン                  | アラン・メンケン | ジェイムズ・モンロー・アイグルハート, アダム・ジェイコブズ                                                                       | 2:08 |
| 12.                        | 「Prince Ali」                                            | ハワード・アッシュマン                                   | アラン・メンケン | ブライアン・ゴンザレス, ジョナサン・シュワルツ, ブランドン・オニール, ジェイムズ・モンロー・アイグルハート, アンサンブル         | 5:55 |
| 13.                        | 「A Whole New World」                                     | ティム・ライス                                           | アラン・メンケン | アダム・ジェイコブズ, コートニー・リード                                                                                         | 4:07 |
| 14.                        | 「High Adventure」                                        | ハワード・アッシュマン                                   | アラン・メンケン | ブライアン・ゴンザレス, ジョナサン・シュワルツ, ブランドン・オニール, アンサンブル                                               | 5:31 |
| 15.                        | 「Somebody's Got Your Back」                              | チャド・ベグリン                                         | アラン・メンケン | ジェイムズ・モンロー・アイグルハート, アダム・ジェイコブズ, ブライアン・ゴンザレス, ジョナサン・シュワルツ, ブランドン・オニール | 3:24 |
| 16.                        | 「Proud of Your Boy (Reprise)」                           | ハワード・アッシュマン                                   | アラン・メンケン | アダム・ジェイコブズ | 1:05 |
| 17.                        | 「Prince Ali (Sultan Reprise)」                           | チャド・ベグリン                                         | アラン・メンケン | クリフトン・デイヴィス, アンサンブル                                                                                             | 1:13 |
| 18.                        | 「Prince Ali (Jafar Reprise)」                            | ティム・ライス                                           | アラン・メンケン | ジョナサン・フリーマン | 1:04 |
| 19.                        | 「Finale Ultimo」                                         | ハワード・アッシュマン, ティム・ライス, チャド・ベグリン | アラン・メンケン | カンパニー | 2:46 |
| 20.                        | 「Proud of Your Boy (Piano Version)」(ボーナス・トラック) | ハワード・アッシュマン                                   | アラン・メンケン | アダム・ジェイコブズ, アラン・メンケン                                                                                           | 2:42 |
| 21.                        | 「Genie Medley」(ボーナス・トラック)                      |                                                          | アラン・メンケン | アラン・メンケン, アダム・ジェイコブズ, ジェイムズ・モンロー・アイグルハート                                                     | 4:03 |

## 受賞歴

### オリジナル・ブロードウェイ・プロダクション
| 年   | 賞                       | 部門                               | ノミネート者 | 結果       |
| ---- | ------------------------ | ---------------------------------- | --- | ---------- |
| 2014 | トニー賞                 | ミュージカル作品賞                 | ミュージカル作品賞 | ノミネート |
| 2014 | トニー賞                 | ミュージカル脚本賞                 | チャド・ベグリン | ノミネート |
| 2014 | トニー賞                 | オリジナル楽曲賞                   | アラン・メンケン, ハワード・アッシュマン, ティム・ライス, チャド・ベグリン | ノミネート |
| 2014 | トニー賞                 | ミュージカル助演男優賞             | ジェイムズ・モンロー・アイグルハート | 受賞       |
| 2014 | トニー賞                 | 振付賞                             | ケイシー・ニコロウ | ノミネート |
| 2014 | ドラマ・デスク・アワード | ミュージカル作品賞                 | ミュージカル作品賞 | ノミネート |
| 2014 | ドラマ・デスク・アワード | ミュージカル脚本賞                 | チャド・ベグリン | ノミネート |
| 2014 | ドラマ・デスク・アワード | 楽曲賞                             | アラン・メンケン | ノミネート |
| 2014 | ドラマ・デスク・アワード | 作詞賞]                            | ハワード・アッシュマン, ティム・ライス, チャド・ベグリン | ノミネート |
| 2014 | ドラマ・デスク・アワード | ミュージカル男優賞                 | アダム・ジェイコブズ | ノミネート |
| 2014 | ドラマ・デスク・アワード | ミュージカル助演男優賞             | ジェイムズ・モンロー・アイグルハート | 受賞       |
| 2014 | ドラマ・デスク・アワード | 振付賞                             | ケイシー・ニコロウ | ノミネート |
| 2014 | Broadway.com読者投票賞   | 女優賞                             | コートニー・リード | 受賞       |
| 2014 | 外国批評家サークル賞     | ミュージカル脚本賞                 | ミュージカル脚本賞 | ノミネート |
| 2014 | 外国批評家サークル賞     | 振付賞                             | ケイシー・ニコロウ | ノミネート |
| 2014 | 外国批評家サークル賞     | 衣裳デザイン賞                     | グレッグ・バーンズ | ノミネート |
| 2014 | 外国批評家サークル賞     | ミュージカル助演男優賞             | ジェイムズ・モンロー・アイグルハート | ノミネート |
| 2014 | 外国批評家サークル賞     | 照明デザイン賞                     | ナターシャ・カッツ | ノミネート |
| 2014 | 外国批評家サークル賞     | ブロードウェイ新作ミュージカル賞   | ブロードウェイ新作ミュージカル賞 | ノミネート |
| 2014 | 外国批評家サークル賞     | 新曲賞(マージョリー・ガナー賞)     | 新曲賞(マージョリー・ガナー賞) | ノミネート |
| 2014 | 外国批評家サークル賞     | 装置デザイン賞                     | ボブ・クロウリー | ノミネート |
| 2015 | グラミー賞               | ミュージカル・シアター・アルバム賞 | ジェイムズ・モンロー・アイグルハート, アダム・ジェイコブズ&コートニー・リード(主演ソロイスト); フランク・フィリペティ, マイケル・コサリン, アラン・メンケン&クリス・マウンテン(プロデューサー) | ノミネート |
| 2017 | シアター・ファン投票賞   | ロングラン・ブロードウェイ賞       | ロングラン・ブロードウェイ賞 | ノミネート |
| 2017 | シアター・ファン投票賞   | ツアー公演賞                       | ツアー公演賞 | ノミネート |

### オリジナル・ウエスト・エンド・プロダクション
| 年   | 賞                       | 部門                   | ノミネート者                   | 結果       |
| ---- | ------------------------ | ---------------------- | ------------------------------ | ---------- |
| 2017 | ワッツオンステージ賞     | 新作ミュージカル作品賞 | 新作ミュージカル作品賞         | ノミネート |
| 2017 | ワッツオンステージ賞     | ミュージカル助演男優賞 | トレヴァー・ディオン・ニコラス | 受賞       |
| 2017 | ワッツオンステージ賞     | 演出賞                 | ケイシー・ニコロウ             | ノミネート |
| 2017 | ワッツオンステージ賞     | 振付賞                 | ケイシー・ニコロウ             | ノミネート |
| 2017 | ワッツオンステージ賞     | 衣裳デザイン賞         | グレッグ・バーンズ             | 受賞       |
| 2017 | ワッツオンステージ賞     | 装置デザイン賞         | ボブ・クロウリー               | ノミネート |
| 2017 | ワッツオンステージ賞     | 照明デザイン賞         | ナターシャ・カッツ             | ノミネート |
| 2017 | ローレンス・オリヴィエ賞 | 装置デザイン賞         | ボブ・クロウリー               | ノミネート |
| 2017 | マウストラップ・アワード | 装置デザイン賞         | ボブ・クロウリー               | 受賞       |
| 2017 | マウストラップ・アワード | 新作ミュージカル作品賞 | 新作ミュージカル作品賞         | ノミネート |

### オリジナル・オーストラリア・プロダクション
| 年   | 賞                               | 部門                   | ノミネート者                   | 結果       |
| ---- | -------------------------------- | ---------------------- | ------------------------------ | ---------- |
| 2017 | グラグス・シアトリカル・アワード | ミュージカル作品賞     | ミュージカル作品賞             | 受賞       |
| 2017 | グラグス・シアトリカル・アワード | ミュージカル男優賞     | マイケル・ジェイムズ・スコット | ノミネート |
| 2017 | グラグス・シアトリカル・アワード | ミュージカル男優賞     | エインズリー・メルハム         | ノミネート |
| 2017 | グラグス・シアトリカル・アワード | 新人賞                 | エインズリー・メルハム         | 受賞       |
| 2017 | ヘルプマン・アワード             | ミュージカル作品賞     | ミュージカル作品賞             | ノミネート |
| 2017 | ヘルプマン・アワード             | 振付賞                 | ケイシー・ニコロウ             | ノミネート |
| 2017 | ヘルプマン・アワード             | ミュージカル演出賞     | ケイシー・ニコロウ             | ノミネート |
| 2017 | ヘルプマン・アワード             | ミュージカル男優賞     | エインズリー・メルハム         | ノミネート |
| 2017 | ヘルプマン・アワード             | ミュージカル助演男優賞 | マイケル・ジェイムズ・スコット | 受賞       |
| 2017 | ヘルプマン・アワード             | 装置デザイン賞         | ボブ・クロウリー               | ノミネート |
| 2017 | ヘルプマン・アワード             | 衣裳デザイン賞         | グレッグ・バーンズ             | 受賞       |